# 郡司歩
郡司 歩（ぐんじ あゆむ、1988年8月26日 - ）は、日本のプロレスラー、元レフェリー。

## 経歴
2009年7月、みちのくプロレスに入門。
2011年3月、みちのくプロレスからの提案により、レフェリーをやりつつプロレスラーデビューを目指すことになった。レフェリーをしていた期間はTHE郡司の名で活動していた。
2012年1月14日、みちのくプロレス矢巾町民総合体育館大会の対佐々木大地戦でデビュー。
2014年7月21日、佐々木とタッグチーム「ニュー・フェイズ」を結成。
2015年3月14日、ザ・グレート・サスケ&バラモン・ケイ組に勝利して佐々木と共に東北タッグ王座を獲得。12月10日、ニュー・フェイズを解散。
2017年7月15日、ヒールユニット「SUPER STARS」に加入。9月16日、日高郁人&藤田ミノル組に勝利して日向寺塁と共に東北タッグ王座とUWA世界タッグ王座を獲得。
2019年5月19日、獅子王&赤獅子組との王座決定戦に勝利して日向寺と共に酒田港インターコンチネンタルタッグ王座を獲得。

## 得意技
グンジボトム
ランニングネックブリーカードロップ
ブルドッギングヘッドロック

## 入場曲
- ヤケっぱち数え歌（怒髪天）

## タイトル歴
- 東北タッグ王座
- みちのくふたり旅優勝
- UWA世界タッグ王座
- 酒田港インターコンチネンタルタッグ王座